# Саузе-ді-Чезана
Саузе-ді-Чезана (італ. Sauze di Cesana, п'єм. Sauze 'd Cesan-a) — муніципалітет в Італії, у регіоні П'ємонт,  метрополійне місто Турин.
Саузе-ді-Чезана розташований на відстані близько 570 км на північний захід від Рима, 70 км на захід від Турина.
Населення — 250 осіб (2014).
Щорічний фестиваль відбувається останньої неділі травня. Покровитель — San Restituto.

## Демографія
Населення за роками:

Станом на 1 січня 2023 року в муніципалітеті офіційно проживало 17 іноземців з 5 країн, серед них 12 громадян країн Євросоюзу.

## Сусідні муніципалітети
- Абріє (Франція)
- Чезана-Торинезе
- Праджелато
- Пралі
- Сестрієре